# Elaphropus incurvus
Elaphropus incurvus är en skalbaggsart som beskrevs av Thomas Say 1834. Elaphropus incurvus ingår i släktet Elaphropus och familjen jordlöpare. Inga underarter finns listade i Catalogue of Life.